# Katharevousa
La katharévousa (in greco Καθαρεύουσα?, AFI: [kaθaˈrɛvuˌsa]), in italiano "puristica", è stata una variante artificiale pianificata naturalistica, arcaizzante e purista, della lingua greca, creata agli inizi del XIX secolo sulla base dell'antico dialetto attico e della koinè da Adamantios Korais e usata come lingua ufficiale dello Stato greco fino al 1976. L'uso di una lingua scritta puristica e arcaizzante ha però sempre caratterizzato la lingua greca fin dall'Ellenismo e il primo ad usare il termine "katharévousa" fu il vescovo Nikephoros Theotokis nel 1796, nell'opera teologica Κυριακοδρόμιον ("Kyriakodromion").

## Storia
La katharévousa mirava a eliminare o minimizzare le variazioni, che aveva subito la lingua greca nel periodo bizantino e, successivamente, sotto la dominazione ottomana, e a cercare di ricreare una forma, adeguatamente modernizzata, di greco antico ripristinando sia termini che strutture grammaticali arcaiche.
Non venne mai scritta una grammatica normativa. Il suo studio avveniva attraverso gli scritti degli autori e con frequenti riferimenti al greco classico ed ellenistico.
Fu adottata come lingua ufficiale del Regno di Grecia (resosi indipendente dall'Impero ottomano nel 1832), con l'intento di sostituire la lingua «δημοτική» (dhimotikí, "popolare"), basata sui vernacoli moderni parlati dalla popolazione, e fu al centro della questione della lingua greca. 
Nonostante gli sforzi dei vari governanti, la katharévousa non fu in grado di imporsi pienamente tra la popolazione, rimanendo confinata negli ultimi decenni all'ambito ufficiale e burocratico (lettere, documenti amministrativi e politici, toponomastica).
Nel 1976, due anni dopo la fine della dittatura dei colonnelli (1967-1974) che aveva cercato di rivalutarne l'impiego, venne abbandonata dalla neonata repubblica parlamentare greca, che adottò la dhimotikí come nuova lingua ufficiale.
La katharevousa fu ampiamente usata negli anni ottanta e novanta del XX secolo dal quotidiano conservatore Estía, che in seguito l'ha sostituita con uno stile conservativo della lingua contemporanea, ma stampata tuttora con l'accentazione politonica.
Oggi la katharevousa è impiegata soltanto nei documenti della Chiesa ortodossa greca.

## Letteratura

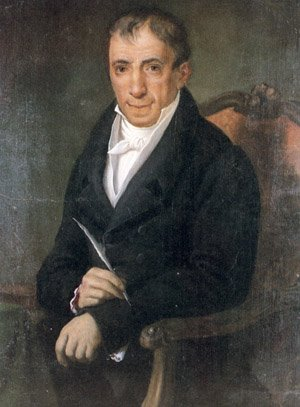
Adamantios Korais, creatore della katharevousa

I principali scrittori in katharevousa furono:
- Il politico, giurista ed economista Pavlos Kalligas (1814-1896), che oltre ad un'abbondante saggistica pubblicò il romanzo Thanos Vlekas (1856), in uno stile naturalista in contrasto con il romanticismo allora predominante.
- Il poeta Andreas Kalvos (1792-1869)
- Il creatore della katharévousa Adamantios Korais (1748-1833)
- Kostas Krystallis (1868-1894) per quanto riguarda le poesie epiche, storiche e patriottiche scritte prima del 1891, quando passò a una poesia, e una prosa, di genere rurale e bucolico in lingua moderna
- Il romanziere e traduttore Alexandros Papadiamantis (1851-1911)[4][5][6]
- Lo storico Konstandinos Paparrigopulos (1815-1891), autore della monumentale Ἱστορία τοῦ Ἑλληνικοῦ ἔθνους (Storia del popolo greco, 1850)
- Il poeta Dimitrios Paparrigopoulos (1843-1873), figlio di Kostandinos
- Achilleas Paraschos (1838-1895)
- Il commediografo Aléxandros Rizos Rangavìs (1809-1892), cugino dei fratelli Soutsos; autore di opere teatrali, poesie, romanzi tra cui romanzo storico Ὁ Αὐθέντης τοῦ Μορέως (Il signore della Morea) (1850) ispirato alle cronache bizantine e al romanzo storico Ivanhoe di Walter Scott, e della Ἱστορία τῆς Nεοελληνικῆς λογοτεχνίας (Storia della letteratura greca moderna), la prima opera mai scritta sull'argomento ad un livello così dettagliato
- Il diplomatico Kléon Rizos Rangavìs (1842-1917), figlio di Aléxandros
- Il satirico e anticlericale Emmanouil Roidis (1836-1904)[7][8][9], di fama universale per il suo romanzo Ἡ πάπισσα Ἰωάννα (La papessa Giovanna), basato su leggende medievali[10][11]
- Lo storico bizantinista Konstandìnos Sàthas (1842-1914)
- Alexandros Sutsos (1803-1863), fratello di Panagiotis Sutsos e cugino di A. Rizos Rangavìs
- Panagiotis Sutsos (1806-1868), fratello di Alexandros Sutsos e cugino di A. Rizos Rangavìs. Autore del Leandros, considerato il primo romanzo neogreco
- Il politico, diplomatico e storico Spiridon Trikoupis (1788-1873), autore della Ἱστορία τῆς Ἑλληνικῆς ἐπαναστάσεως (Storia dell'insurrezione greca) in quattro volumi, pubblicata a Londra nel 1857; e di diverse orazioni, tra cui quella per la morte dell'amico Lord Byron recitata presso la cattedrale di Missolonghi nel 1824
- Il patriottico Aristotelis Valaoritis (1824-1879) nelle sue opere in prosa, mentre le poesie furono scritte in lingua moderna
- Dīmītrios Vikelas (1835-1908), primo presidente del Comitato Olimpico Internazionale, traduttore di William Shakespeare in greco ed autore del romanzo Lukis Laras (1879)
- Anghelos Vlakhos (1838-1920)
- Il commediografo Ioannis Zambelios (1787-1856)
- Lo storico Spiridon Zambelios (1815-1881), figlio di Ioannis

L'uso letterario della katharevousa si ridusse notevolmente dopo il 1888 con la pubblicazione del primo libro in prosa demotica, Το ταξίδι μου (Il mio viaggio) di Iannis Psicharis.
Isolati esempi recenti d'impiego della katharevousa in letteratura sono:
- Il racconto Πῶς ἐδημιουργήθη ὁ Ἐθνικὸς Κῆπος (Come nacque il Giardino Nazionale, 1995) di Evghenios Aranitsis
- Il racconto Ἐπιπλέον (Per di più, 1999) del cipriota Savas Pavvlu
- Il romanzo fantasmagorico Λάλον ὕδωρ (Fatidica onda, 2002) di Alèxandros Asonitis
- Ἁγιογραφία (Agiografia, 2003) di Nikos Panaghiotòpulos
- Writersland[14] (2006) di Nikos Vlandìs

## Bibliografia

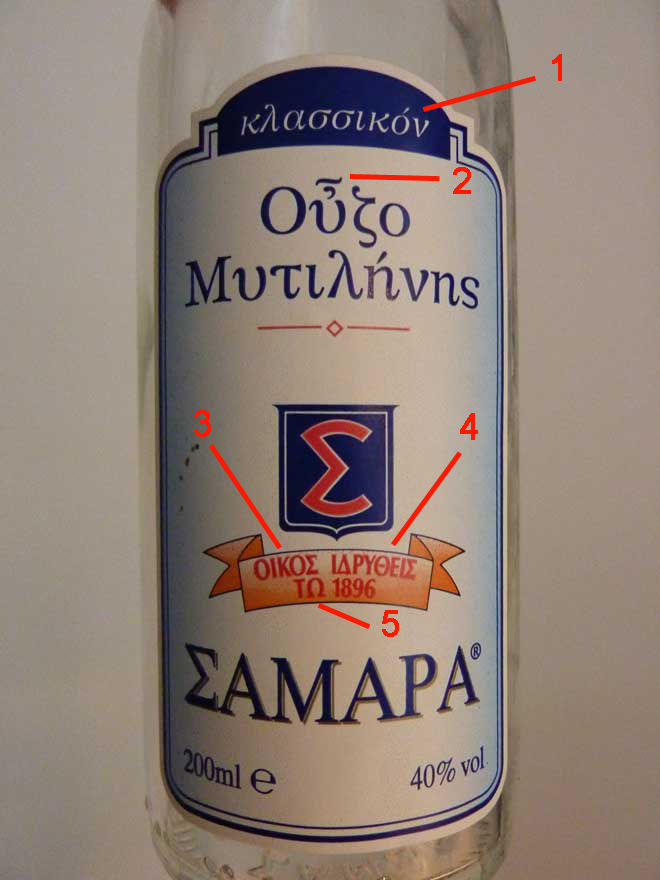
Esempio di katharevousa:
1. Desinenza -ν dell'aggettivo
2. Accentazione politonica
3. Vocabolo οἶκος
4. Participio aoristo passivo
5. Articolo al dativo per indicare l'anno

### Antologie
- Eliseo Brighenti, Crestomazia neoellenica, Milano, Hoepli, 1908 (antologia mista, che include sia letteratura in katharevousa che in dhimotikì)

### Grammatiche della katharevousa
Come già detto, i greci non scrissero mai grammatiche normative della katharèvousa. Le seguenti grammatiche in italiano descrivono la lingua ufficiale in uso nel periodo:
- Georges Kutuffà, Compendio di grammatica della lingua greca moderna, Livorno, Tipografia di G.P. Pozzolini, 1825
- Romeo Lovera, Grammatica della lingua greca moderna, Collana "Reprint antichi manuali Hoepli", Milano, Cisalpino-Goliardica, 1987 [Milano, Hoepli, 1893]

### Grammatiche della lingua moderna (dhimotikì)che includono anche la grammatica della katharevousa
- Nicola Catone, Grammatica neoellenica, Roma, Edizioni dell'Ateneo, 1967
- Nicola Catone, Esercizi di lingua neoellenica, Roma, Edizioni dell'Ateneo, 1973
- Francesco Maspero, Grammatica della lingua greca moderna, Milano, Cisalpino-Goliardica, 1981, ISBN 88-205-0172-4
- Francesco Maspero, Esercizi di neogreco. Con appendice sulla "katharevousa" e sui dialetti greci dell'Italia meridionale, Milano, Cisalpino-Goliardica, 1987, ISBN 88-205-0557-6
- Filippo Maria Pontani, Grammatica del greco moderno, Edizioni dell'Ateneo, 1968
- Dag Tessore, Grammatica di greco moderno. Lingua parlata, letteraria, arcaicizzante. Teoria ed esercizi, Milano, Hoepli, 2018, ISBN 978-88-203-7490-7

### Storia della lingua
- Maria Perlorentzou, La lingua greca dalla Κοινή al XX secolo. Dati storici ed evoluzione linguistica, Bari, ISEO Istituto di Studi dell'Europa Orientale/Università di Bari, 1999
- Maurizio De Rosa, La lingua greca. Una storia lunga quattromila anni, Atene, ETPbooks, 2019, ISBN 978-618-5329-18-1

### Storia della letteratura
- Maurizio De Rosa, Bella come i Greci. 1880-2015: 135 anni di Letteratura Greca, Roma, Universitalia, 2015, ISBN 978-88-6507-739-9